# Pavel Soedoplatov

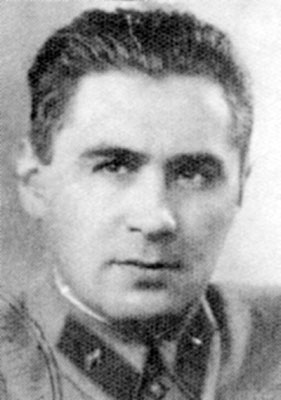
Pavel Soedoplatov

Pável Anatóljevitsj Soedoplátov (Russisch: Павел Анатольевич Судоплатов) (Melitopol, 7 juli 1907 - Moskou, 24 september 1996) was een lid van de inlichtingendiensten van de Sovjet-Unie. Hij klom op tot de rang van luitenant-generaal. Zijn betrokkenheid wordt vermoed bij verschillende beroemde incidenten tijdens de vroege Koude Oorlog, met inbegrip van de moord op Leon Trotski en een spionageprogramma waarbij informatie over het Manhattanproject zou zijn verkregen.
Zijn autobiografie, Special Tasks, maakte hem buiten de Sovjet-Unie bekend en verstrekt een gedetailleerd beeld van de inlichtingendiensten en de interne politiek van de Sovjet-Unie.

## Vroege leven
Soedoplatov werd geboren in Melitopol, in de Oostelijke Oekraïne, uit een Russische moeder en een Oekraïense vader. Hij sloot zich in 1921 aan bij de geheime dienst Tsjeka. Vervolgens ging hij over naar de Sovjet-OGPOe in 1933 en verhuisde daarop naar Moskou. Hij opereerde undercover in een aantal Europese landen. In mei 1938, vermoordde hij in directe opdracht van Jozef Stalin persoonlijk de Oekraïense nationalistische leider Jevhen Konovalets in Rotterdam door hem een ge-booby-trapte doos chocolade te geven.

## Leidinggevende functies
In de herfst van 1938 werd hij bevorderd tot waarnemend directeur van het Buitenlandse Ministerie van NKVD (de nieuwe naam van de OGPOe). Kort daarna ontsnapte hij ternauwernood aan de Grote Zuivering.
In maart 1939 rehabiliteerde Stalin Soedoplatov en bevorderde hem tot assistent-directeur van de Afdeling Buitenland. Hem werd de verantwoordelijkheid gegeven over de uitvoering van de moord op Leon Trotski in augustus 1940.
In juni 1941 werd Soedoplatov aangesteld over de Speciale Taken van de NKVD, waartoe ook het uitvoeren van sabotageverrichtingen achter vijandelijke linies in oorlogstijd behoorde.
In februari 1944 werd Soedoplatov door Lavrenti Beria aangesteld over de pas gevormde Afdeling S, de afdeling die inlichtingen verzamelde over de atoombom.

## Gevangenschap en rehabilitatie
Na de dood van Stalin en de daaropvolgende val van Beria werd ook Soedoplatov als medeplichtige van Beria gearresteerd op 21 augustus 1953 en onder andere beschuldigd van medeplichtigheid aan het vergiflaboratorium van Grigori Majranovski. Om executie te voorkomen deed hij alsof hij waanzinnig was. Hij werd daarop geplaatst in een speciaal psychiatrisch ziekenhuis in Leningrad. In 1958 kreeg hij na lang onderzoek uiteindelijk 15 jaar gevangenisstraf opgelegd in de Vladimirski Tsentral in Vladimir, een gevangenis voor gevaarlijke gevangenen. Tijdens zijn gevangenisstraf kreeg hij drie hartaanvallen en raakte blind aan een oog, waarop hij in de '2e groep gehandicapten' werd geplaatst. Na het uitdienen van de volledige termijn (met aftrek van zijn periode in het psychiatrisch ziekenhuis) werd hij op 21 augustus 1968 vrijgelaten.
Terug in Moskou hield Sudoplatov zich bezig met literaire activiteiten.
Onder het pseudoniem Anatoly Andreev heeft hij drie boeken gepubliceerd. Hij was actief in de beweging van Tweede Wereldoorlogveteranen en begon een 20-jaar durende campagne om zichzelf gerehabiliteerd te krijgen, waaronder een publiciteitscampagne tijdens de glasnost. Daarop werd hij uiteindelijk in 1992 definitief gerehabiliteerd, hoewel niet alle onderzoekers het hier mee eens waren.
Vlak voor zijn dood publiceerde hij in 1994 samen met zijn zoon, historicus Anatoli Soedoplatov (1944-2005) het Engelstalige boek Special Tasks (ook in het Duits uitgegeven) over zijn herinneringen aan zijn leven en werk, dat in 1996 naar het Russisch werd vertaald, als Razvedka i Kreml ("Inlichtingen[dienst] en het Kremlin"). Dit boek werd een internationale bestseller omdat het een inkijkje geeft in het wel en wee van de geheime diensten in de begintijd van de Sovjet-Unie.
Volgens Leonid Shebarshin: "boek Sudoplatova - goed, maar het bevat veel dingen die schade kunnen toebrengen aan onze veiligheid - het boek is geschreven door Amerikaanse journalisten".
Een half jaar na zijn dood verscheen zijn boek Spetsoperatsii. Loebjkanka i Kreml. 1930-1950 gody ("inlichtingenoperaties. Loebjanka en het Kremlin. [jaren] 1930-1950").

## Geraadpleegde literatuur
- (en)  Pavel Sudoplatov, Anatoli Sudoplatov, Jerrold L. Schecter, Leona P. Schecter: Special Tasks: The Memoirs of an Unwanted Witness - A Soviet Spymaster, Little Brown, Boston, 1994
- (en)  Special Tasks: The Memoirs of an Unwanted Witness — A Soviet Spymaster, by Pavel and Anatoli Sudoplatov. New York, Little, Brown and Company
- (ru)  Под диктовку спецслужб. Проверено 14 марта 2013. Архивировано из первоисточника 16 марта 2013.